# Herr des Lichts
Herr des Lichts ist ein Science-Fantasy-Roman des amerikanischen Autors Roger Zelazny. Er wurde 1967 in den USA veröffentlicht, 1968 mit dem Hugo Award for Best Novel ausgezeichnet und für einen Nebula Award in der gleichen Kategorie nominiert. Zwei Kapitel des Romans wurden als Novellen im Magazine of Fantasy and Science Fiction veröffentlicht – Dawn im April 1967 und Death and the Executioner im Juni 1967. Der Kontext des Romans sind moderne westliche Charaktere, die einen erdähnlichen Exoplaneten kolonisierten, auf dem sie nun vorgeben, Hindu-Gottheiten zu sein. Diese nutzen extrem fortschrittliche Technologie, um sich mit Waffen auszustatten, die ihnen gottgleiche Kräfte verleihen, und um ihren Geist in neue Körper zu übertragen, wenn die Körper, die sie bewohnen, abgenutzt sind. Das Buch verbindet technologische und wissenschaftliche Extrapolation mit den mythischen und philosophischen Aspekten indischer Kultur.

## Zusammenfassung der Handlung
Herr des Lichts spielt auf einem Planeten, der von Überlebenden der Erde von einem Raumschiff namens Star of India aus kolonisiert wurde. Um ihre Überlebenschancen zu erhöhen, hat die Besatzung chemische Behandlungen, Biofeedback und Elektronik eingesetzt, um ihren Geist zu mutieren und verbesserte Selbstbilder, sogenannte „Aspekte“, zu schaffen, die es ihnen ermöglichen, ihre Kräfte zu nutzen. Die Besatzung hat zudem eine Technologie entwickelt, mit der der Atman, die Seele eines Menschen, elektronisch in einen neuen Körper übertragen werden kann. Diese Reinkarnation durch Geisttransfer hat eine Ethnie potenzieller Unsterblicher geschaffen und es den ehemaligen Besatzungsmitgliedern ermöglicht, das Hindu-Kastensystem einzuführen, mit sich selbst an der Spitze.
Die Besatzung hat ihre nun großen Kräfte dazu genutzt, die einheimischen nicht-menschlichen Ethnien – die sie als Dämonen bezeichnen – zu kontrollieren, während sie sich in den Augen der vielen Generationen von Nachkommen der Kolonisten als Götter aufspielten. Diese „Götter“, die die Kräfte und Namen von Hindu-Gottheiten annehmen, verhalten sich totalitär und erhalten den Respekt und die Kontrolle über die Massen, indem sie den Zugang zur Reinkarnation beschränkt halten und jeglichen technologischen Fortschritt über ein mittelalterliches Niveau hinaus unterdrücken. Die Götter fürchten, dass jede Aufklärung oder jeder Fortschritt zu einer technologischen Renaissance führen könnte, die schließlich ihre Macht schwächen würde.
Der Protagonist Sam, der die Fähigkeit entwickelt hat, elektromagnetische Kräfte zu manipulieren, ist ein abtrünniges Besatzungsmitglied, der das Gottsein abgelehnt und für sich selbst die Rolle von Siddhartha Gautama, dem Buddha, übernommen hat. Sam ist der letzte „Akzelerationist“: Er ist der Meinung, dass Technologie für die Massen zugänglich sein und dass Reinkarnationstechnologie nicht von der Elite kontrolliert werden sollte. Sam führt den Buddhismus ein, um mit dieser „neuen“ Religion die Macht der Götter zu besiegen. Sein sorgfältig geplanter Aufstand gegen die Götter vollzieht sich in Etappen: „Eine Armee, groß im Raum, kann in einer kurzen Zeitspanne Widerstand leisten. Ein einzelner Mann, klein im Raum, muss seinen Widerstand auf viele Jahre verteilen, wenn er eine Chance auf Erfolg haben will.“

## Verfilmung
Das Buch wurde von der CIA genutzt um das Drehen eines fiktionalen Films namens „Argo“ im Iran vorzutäuschen. 2017 wurde berichtet das Filmstudio Universal Content Productions plane eine Verfilmung des Buchs.